# Rock Hudson
Roy Scherer, més conegut pel seu nom artístic Rock Hudson, (Winnetka, Illinois, 1925 - Beverly Hills, 2 d'octubre de 1985) fou un actor de cinema estatunidenc, famós pels seus papers de galant. Es va conèixer als Estats Units com un dels primers famosos que van tenir sida, que van ser publicats.

## Carrera professional
Durant la Segona Guerra Mundial es va allistar a la Marina dels Estats Units i a la fi de la guerra va anar a viure a Los Angeles, on va fer diversos oficis (carter, camioner, taxista), alternant aquests treballs amb càstings per a papers menors en films des de 1948. El 1949 obté un contracte amb Universal Studios el 1949.
Entre les seves primeres pel·lícules hi ha Fighter Squadron (1948) de Raoul Walsh, i Winchester 73 (1950) d'Anthony Mann. Durant la dècada de 1950 i principi de la dècada de 1960 esdevé un dels grans galants de Hollywood, treballant en films com a Magnificent Obsession (1954), All That Heaven Allows (1955), Escrit en el vent (1956), tots dirigits per Douglas Sirk; i Gegant (1956) de George Stevens, per la qual va rebre una primera i única nominació a l'Oscar.
A la dècada de 1970 va tenir una pròpia sèrie de televisió, McMillan i esposa, i el 1980 va rodar El mirall trencat al costat de la seva amiga Elizabeth Taylor i altres estrelles veteranes.
Els seus papers masculins eren molt apreciats pel públic femení de l'època la qual cosa no feia sospitar ni en el més mínim que era homosexual, condició que va ocultar i que només era coneguda al seu cercle íntim.

## Malaltia
Va contreure el virus de la immunodeficiència humana (VIH) als anys 1970, encara que la malaltia de la sida només es va manifestar uns dotze anys més tard, quan participava en la sèrie de televisió Dynasty. Pel que sembla, va encobrir la malaltia durant l'enregistrament. Quan Linda Evans ho va saber, va escampar l'alarma perquè l'hi havia donat un petò en una escena. Aleshores, les vies de transmissió del virus encara no eren pas ben conegudes. El 1984 va rodar un últim film: The Ambassador al costat de Robert Mitchum.
Va morir després d'una llarga batalla contra la sida a Beverly Hills a l'estat de Califòrnia, el 2 d'octubre de 1985.
El 1990 va sortir un film biogràfic, La història de Rock Hudson, basat en el llibre My Husband, Rock Hudson de la seva exdona Phyllis Gates i en els registres de la cort sobre la demanda civil del seu examant Marc Chistian.

## Filmografia
- Fighter Squadron (1948)
- Undertow (1949)
- One Way Street (1950)
- I Was a Shoplifter (1950)
- Peggy (1950)
- Winchester '73 (1950)
- The Desert Hawk (1950)
- Shakedown (1950)
- Tomahawk (1951)
- Air Cadet (1951)
- The Fat Man (1951)
- Bright Victory (1951)
- Iron Man (1951)
- Bend of the River (1952)
- Here Come the Nelsons (1952)
- Scarlet Angel (1952)
- Has Anybody Seen My Gal? (1952)
- Horitzons de l'oest (Horizons West) (1952)
- The Lawless Breed (1953)
- Seminole (1953)
- Els diables del mar (Sea Devils) (1953)
- The Golden Blade (1953)
- Febre de venjança (Gun Fury) (1953)
- Back to God's Country (1953)
- Beneath the 12-Mile Reef (1953) (narrador)
- Taza, Son of Cochise (1954)
- Magnificent Obsession (1954)
- Bengal Brigade (1954)
- Captain Lightfoot (1955)
- One Desire (1955)
- All That Heaven Allows (1955)
- Never Say Goodbye (1956)
- Gegant (Giant) (1956)
- Escrit en el vent (Written on the Wind) (1956)
- Battle Hymn (1957)
- Something of Value (1957)
- Adeu a les armes (A Farewell to Arms) (1957)
- Àngels sense resplendor (The Tarnished Angels) (1958)
- Twilight for the Gods (1958)
- Aquesta terra és meva (This Earth Is Mine) (1959)
- Pillow Talk (1959)
- L'últim capvespre (The Last Sunset) (1961)
- Quan arriba setembre (Come September) (1961)
- Lover Come Back (1961)
- The Spiral Road (1962)
- Marilyn (1963)
- A Gathering of Eagles (1963)
- L'esport favorit de l'home (Man's Favorite Sport?) (1964)
- Send Me No Flowers (1964)
- Strange Bedfellows (1965)
- A Very Special Favor (1965)
- Blindfold (1965)
- Seconds (1966)
- Tobruk (1967)
- The Man Who Makes the Difference (1968)
- Estació polar Zebra (Ice Station Zebra) (1968)
- A Fine Pair (1969)
- The Undefeated (1969)
- Darling Lili (1970)
- Hornets' Nest (1970)
- Pretty Maids All in A Row (1971)
- Cara a cara (Showdown) (1973)
- Embryo (1976)
- L'allau (Avalanche) (1978)
- El mirall trencat (The Mirror Crack'd) (1980)
- The Martian Chronicles (1980)
- World War III (1982)
- The Ambassador (1984)

## Premis
- 1957: Oscar al millor actor per Gegant[4]